# Sanchi
Sanchi is een nagar panchayat (plaats) in het district Raisen van de Indiase staat Madhya Pradesh. 

## Demografie
Volgens de Indiase volkstelling van 2001 wonen er 6.785 mensen in Sanchi, waarvan 53% mannelijk en 47% vrouwelijk is. De plaats heeft een alfabetiseringsgraad van 67%. 

## Foto galerij

Stupa van Sanchi
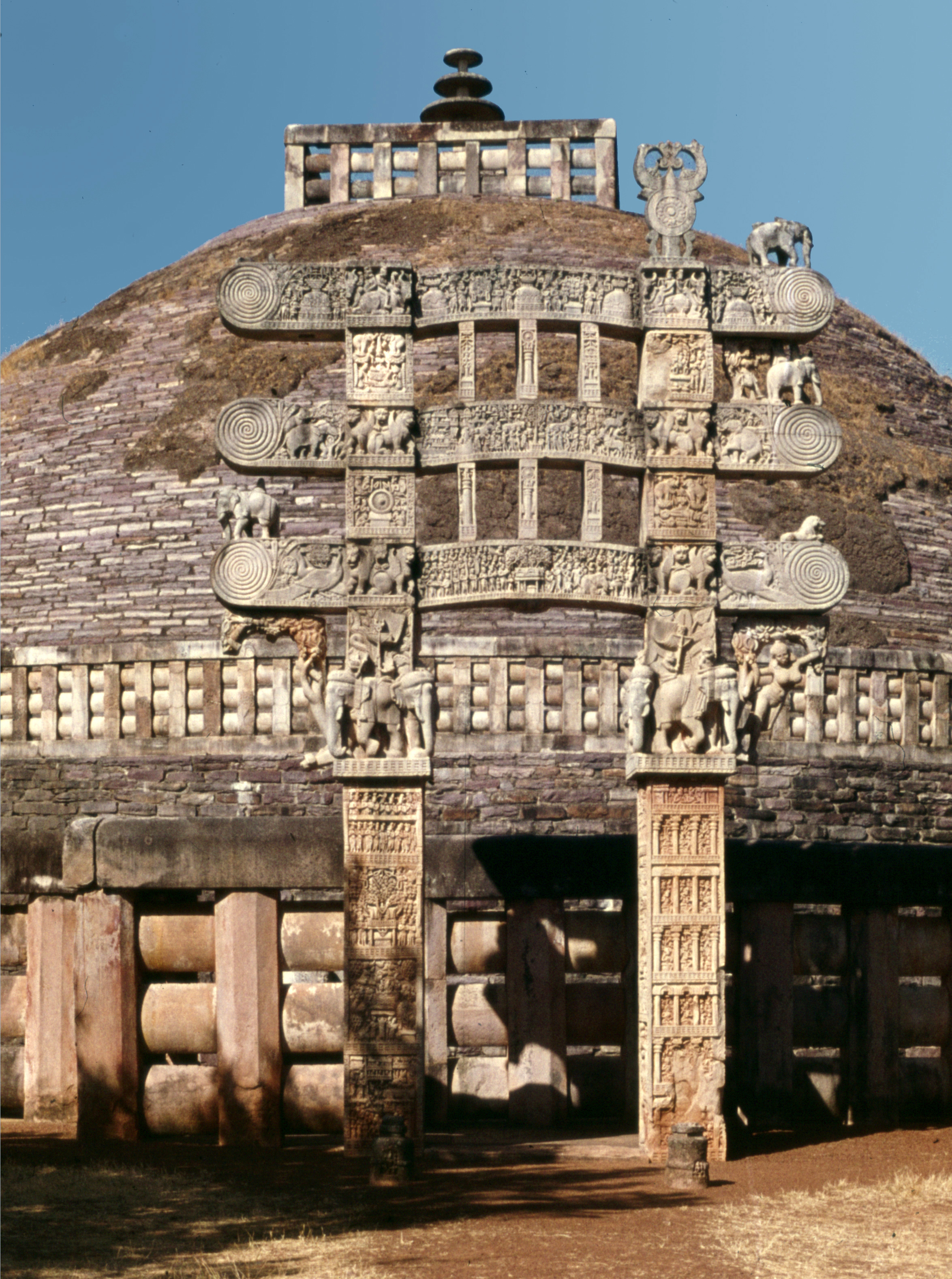
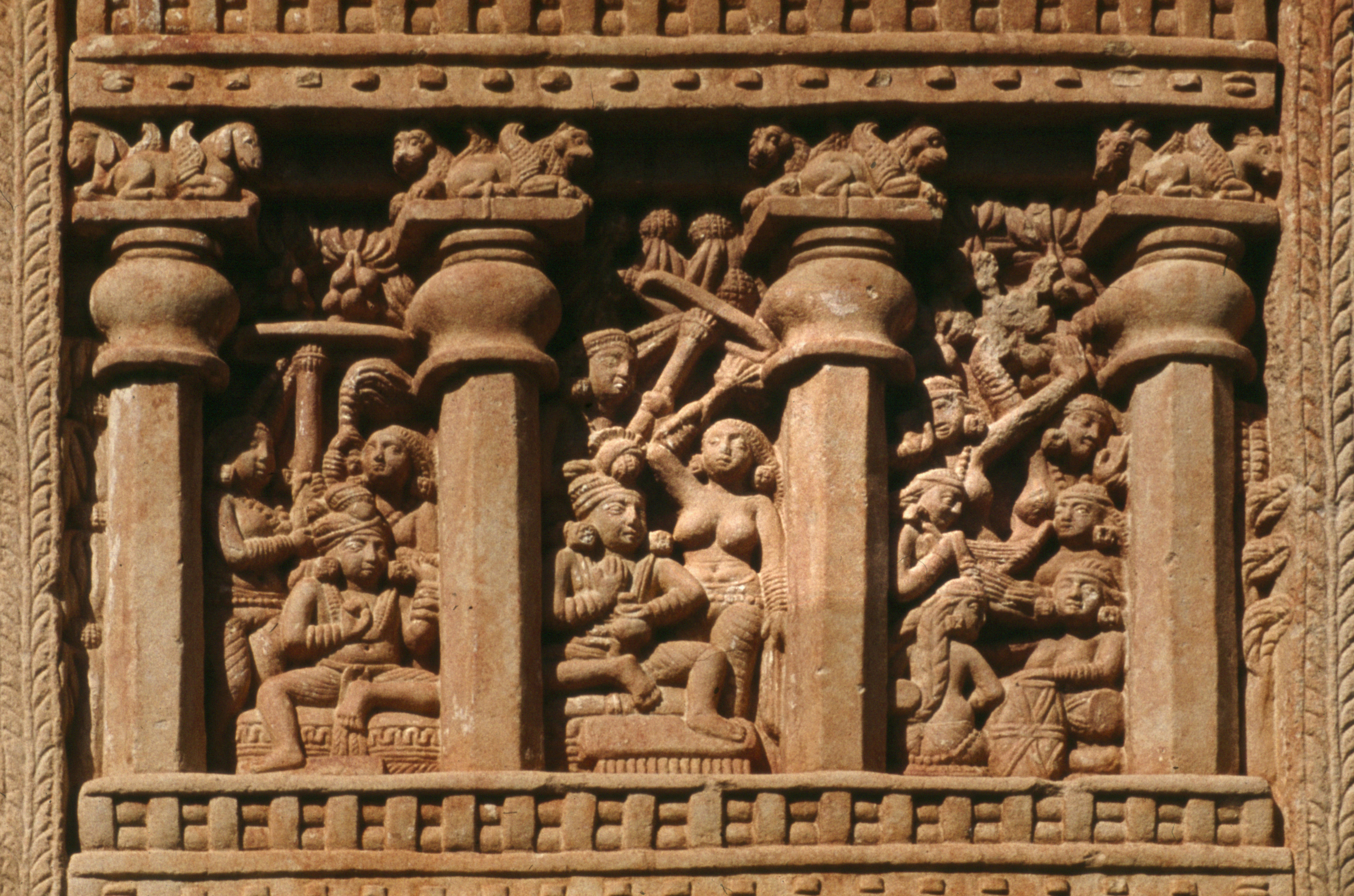
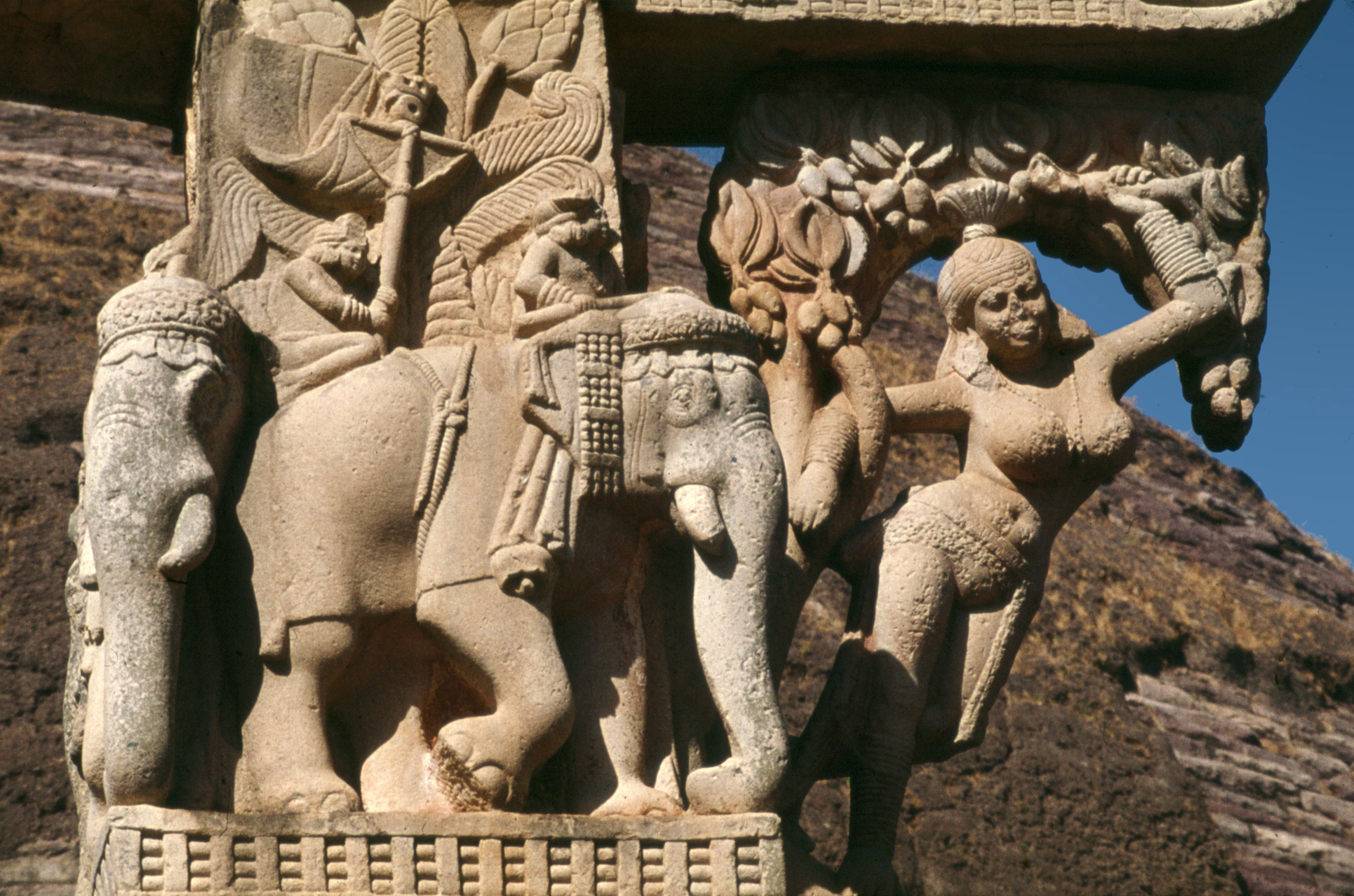
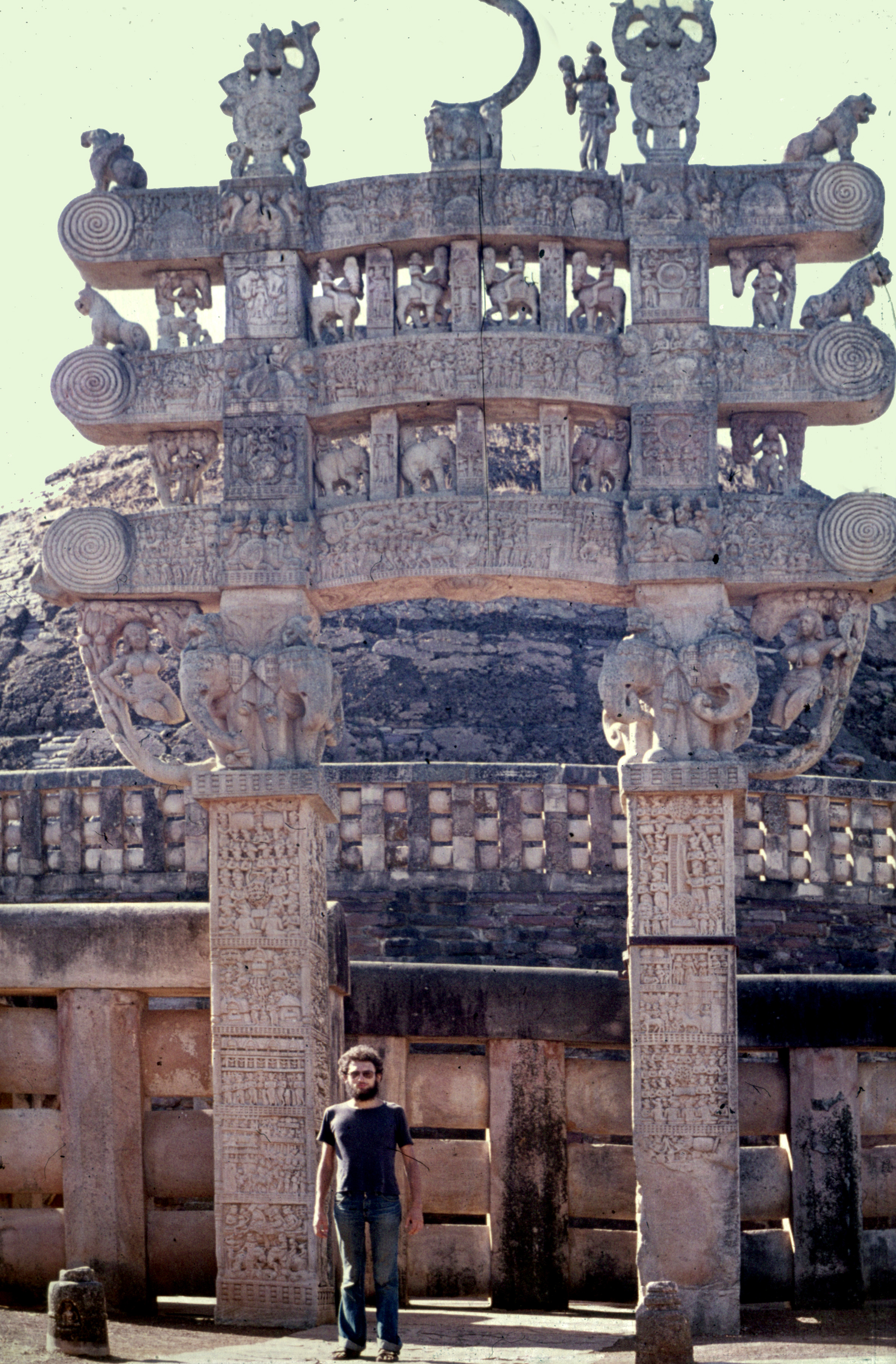
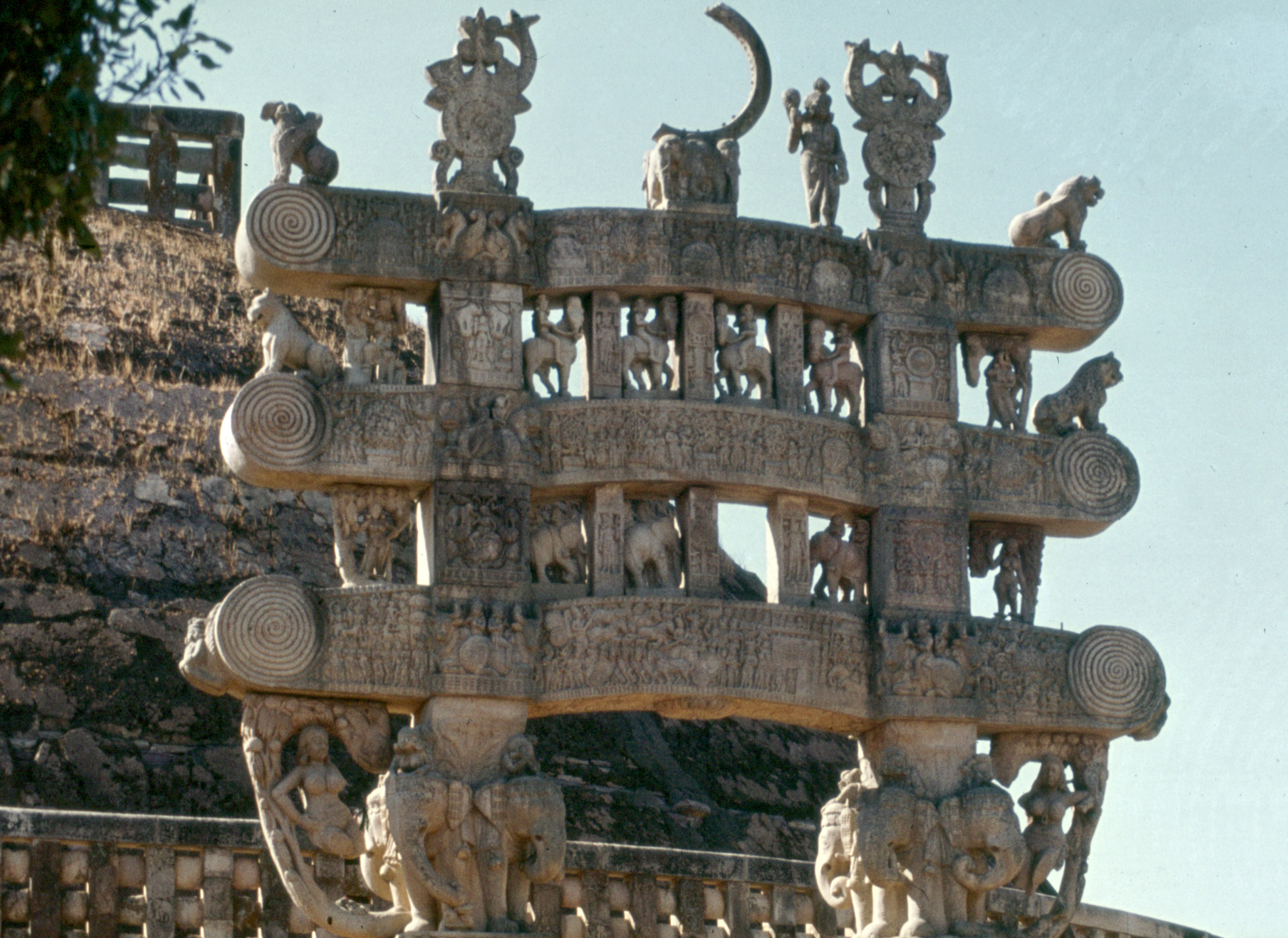
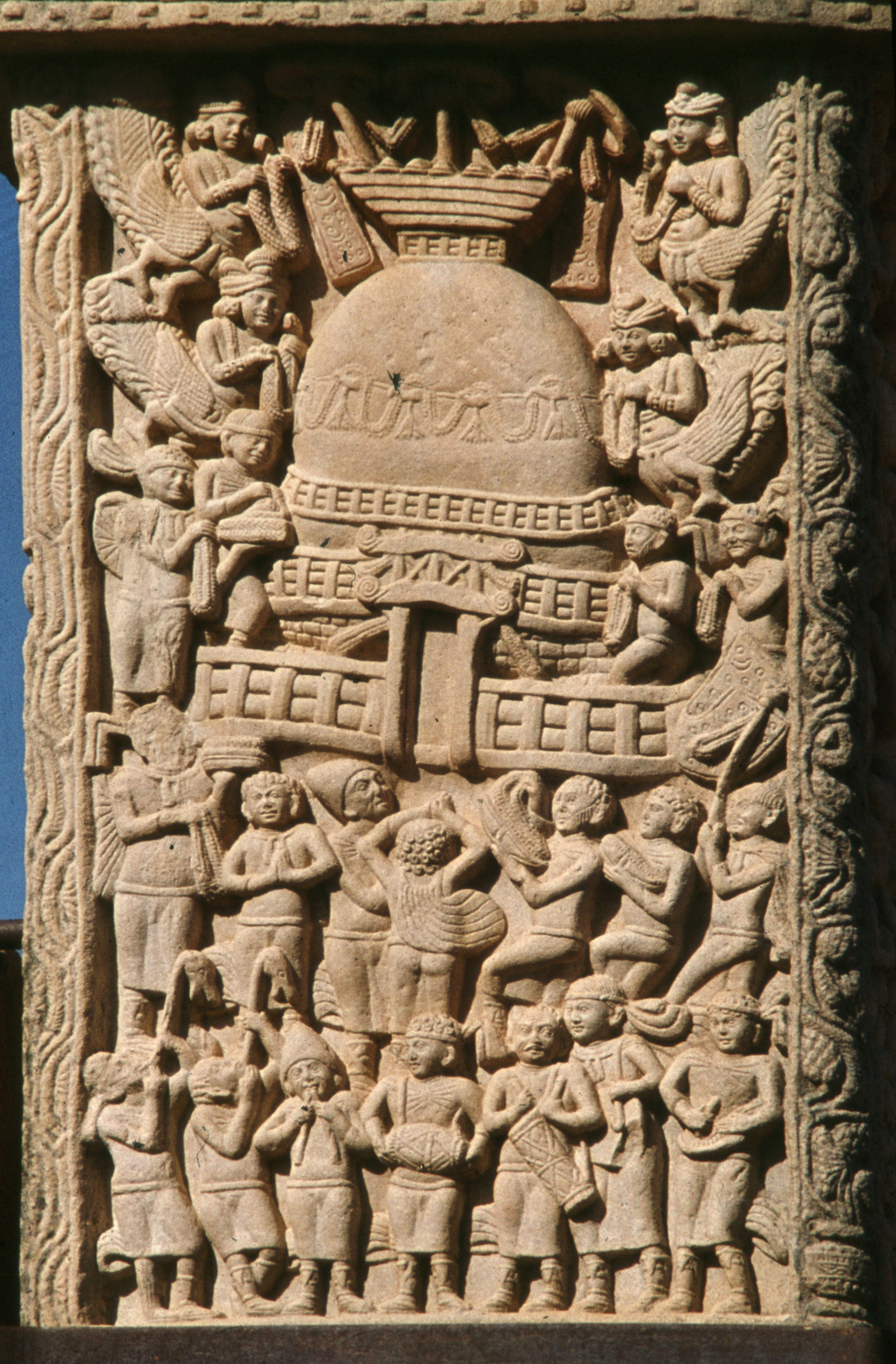
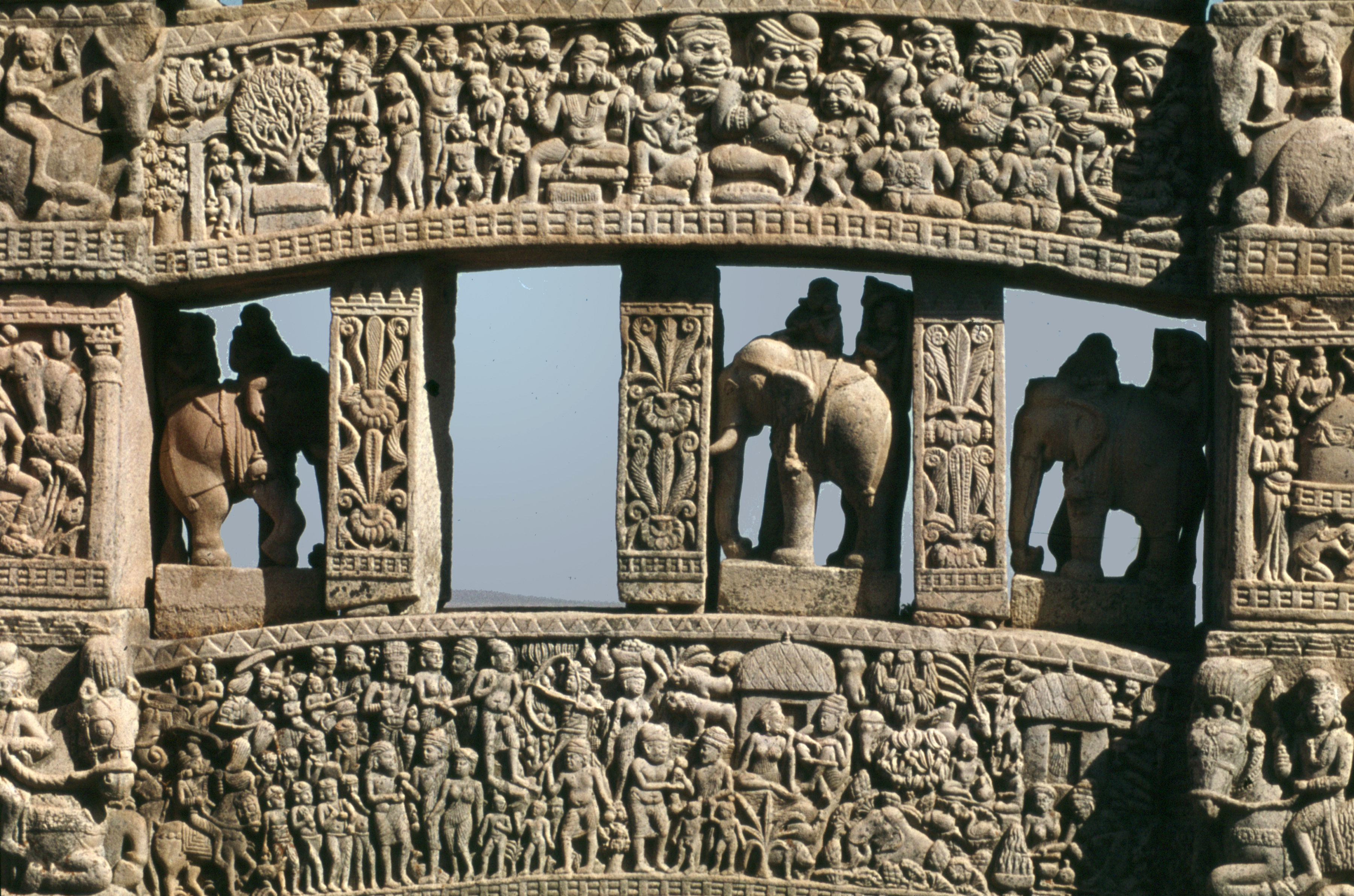
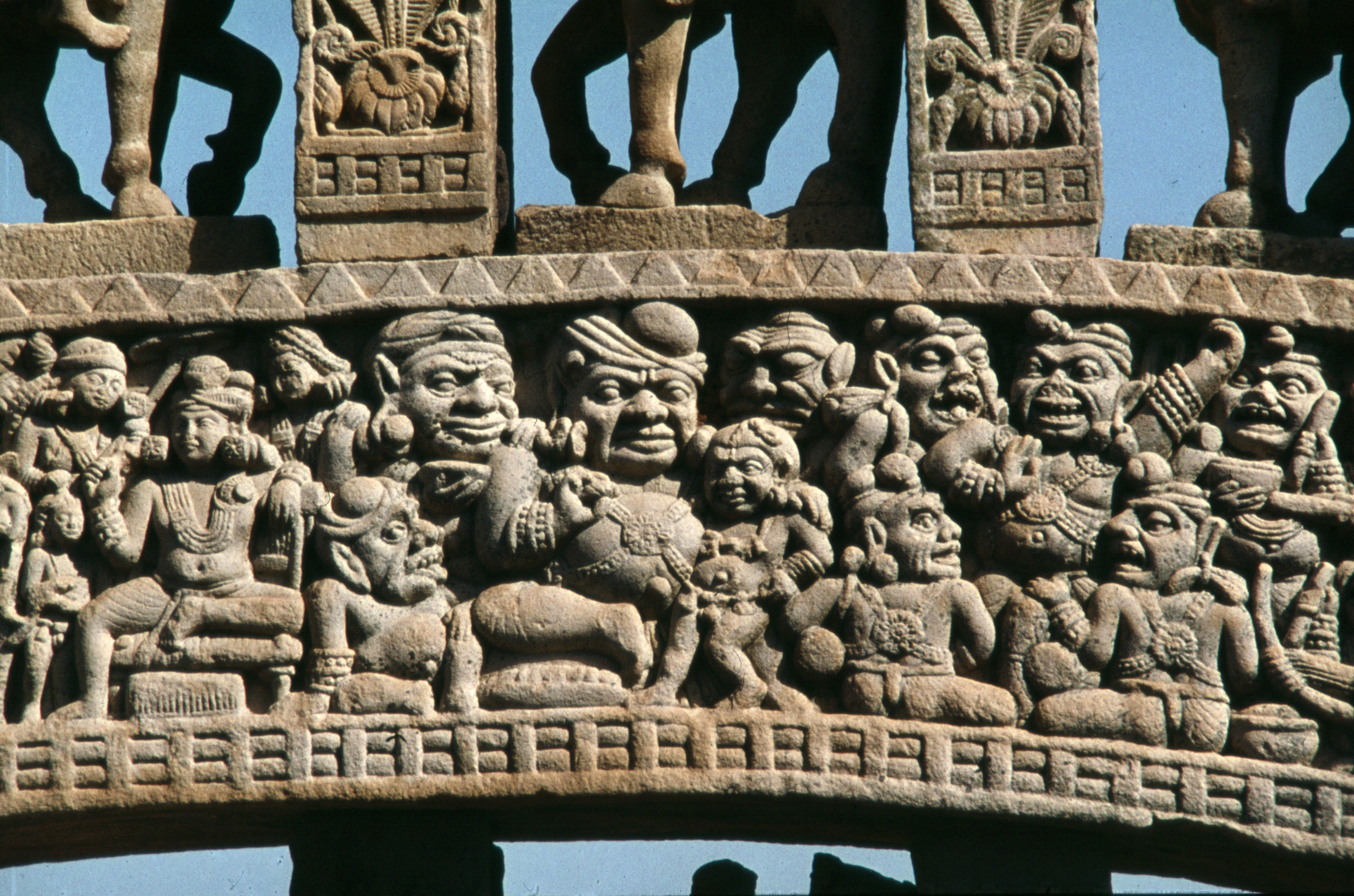
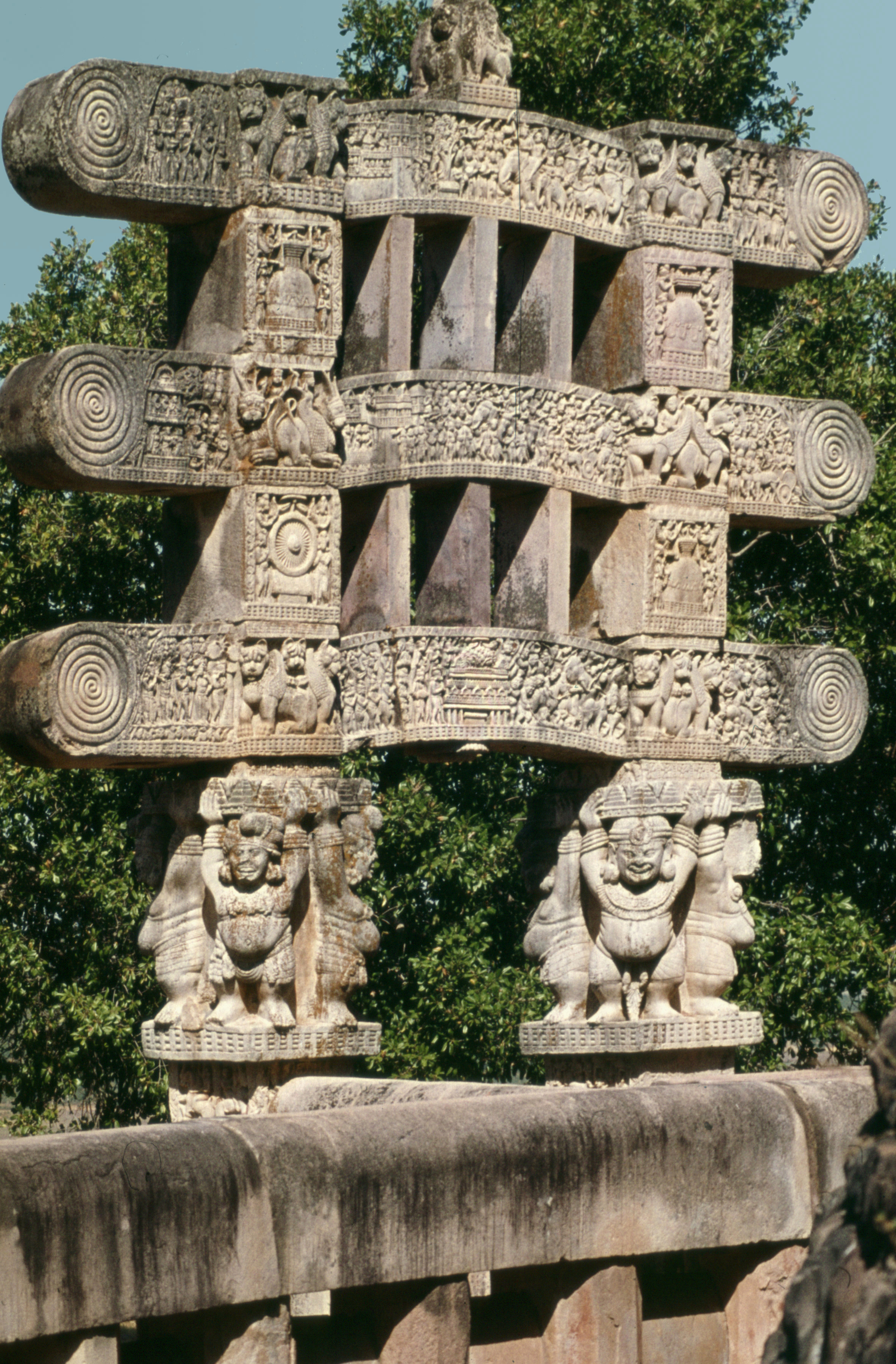